# Bandera de Asturias
La bandera de Asturias es «la tradicional, rectangular con la cruz de la Victoria en amarillo sobre fondo azul», según se establece en el Estatuto de Autonomía del Principado de Asturias, en su artículo 3.1. De los brazos de la cruz cuelgan las letras griegas alfa mayúscula y omega minúscula, que significan el principio y el fin (la infinita extensión de Dios). La letra omega es minúscula y no mayúscula, porque así se encuentra en las ilustraciones más antiguas que se conocen, como las pinturas de San Julián de los Prados.
El eje vertical de la cruz de la Victoria está a una distancia de la vaina de media anchura de la bandera. En su forma de gala o respeto, la bandera se confecciona con tafetán de seda con la cruz de la Victoria de oro y piedras preciosas, mientras que en los demás casos se hace con tejido fuerte de lanilla o fibra sintética, llevando la cruz de la Victoria estampada o sobrepuesta. En la versión de la bandera «para uso distinto de su colocación en mástil», la cruz de la Victoria se sitúa en el centro.
En la Ley 4/1990, de 19 de diciembre se desarrolla la legislación relativa al uso de la bandera, así como sus dimensiones oficiales, lugar de colocación en ceremonias públicas, colores, etc.

## Historia

Bandera real de Ramiro I (842-850)

Se desconocen los estandartes o pendones que pudieron representar al Reino de Asturias, aunque se ha propuesto como bandera real de Ramiro I una enseña blanca de borde rojo con cruz del mismo color, tal como se puede ver en el tumbo A de la Catedral de Santiago de Compostela. Elías Carrocera Fernández ha cuestionado esta tesis argumentando que es una reproducción hecha a posteriori, sugiriendo en su lugar que la bandera real de Ramiro I pudo ser una cruz roja de brazos iguales sobre campo de oro basándose en el hecho de que esos eran los antiguos colores de la Iglesia:

Sin temor a equivocarnos, la representación de la batalla de Clavijo en el tumbo de Santiago es una exaltación tardía y utiliza los colores e identificaciones propios de la época; Ramiro, como los reyes francos, creemos que utilizó el amarillo (oro) y rojo (gules) en su pabellones, luchando en una guerra santa bajo la iluminación divina
Elías Carrocera Fernández

Bandera inspirada en el informe de Gaspar Melchor de Jovellanos sobre el blasón que debía pintarse en las banderas del Regimiento de Nobles Asturianos. Redactado a petición del VI marqués de Campo Sagrado, este informe proponía usar como insignia la cruz de la Victoria

El origen de la bandera actual del Principado de Asturias, aunque no está documentado, se remonta a la época de la invasión napoleónica, cuando la Junta General del Principado de Asturias se declara soberana y crea un ejército para responder a los invasores.

## Variantes

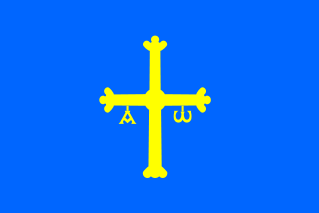
Bandera de Asturias «para uso distinto de su colocación en mástil», con la cruz de la Victoria en el centro, según la ley 4/1990 del Principado
Bandera del Principado de Asturias «en su forma de gala o de máximo respeto, se confeccionará en tafetán de seda [...]», según la misma ley
Asturina con la estrella roja, empleada por el nacionalismo asturiano
Propuesta de bandera asturiana utilizada por el Partido Comunista de los Trabajadores durante los años 1970
Bandera panasturianista